# Église Saint-Martin de Mauregny-en-Haye
L'église Saint-Martin de Mauregny-en-Haye est une église située à Mauregny-en-Haye, en France.

## Description

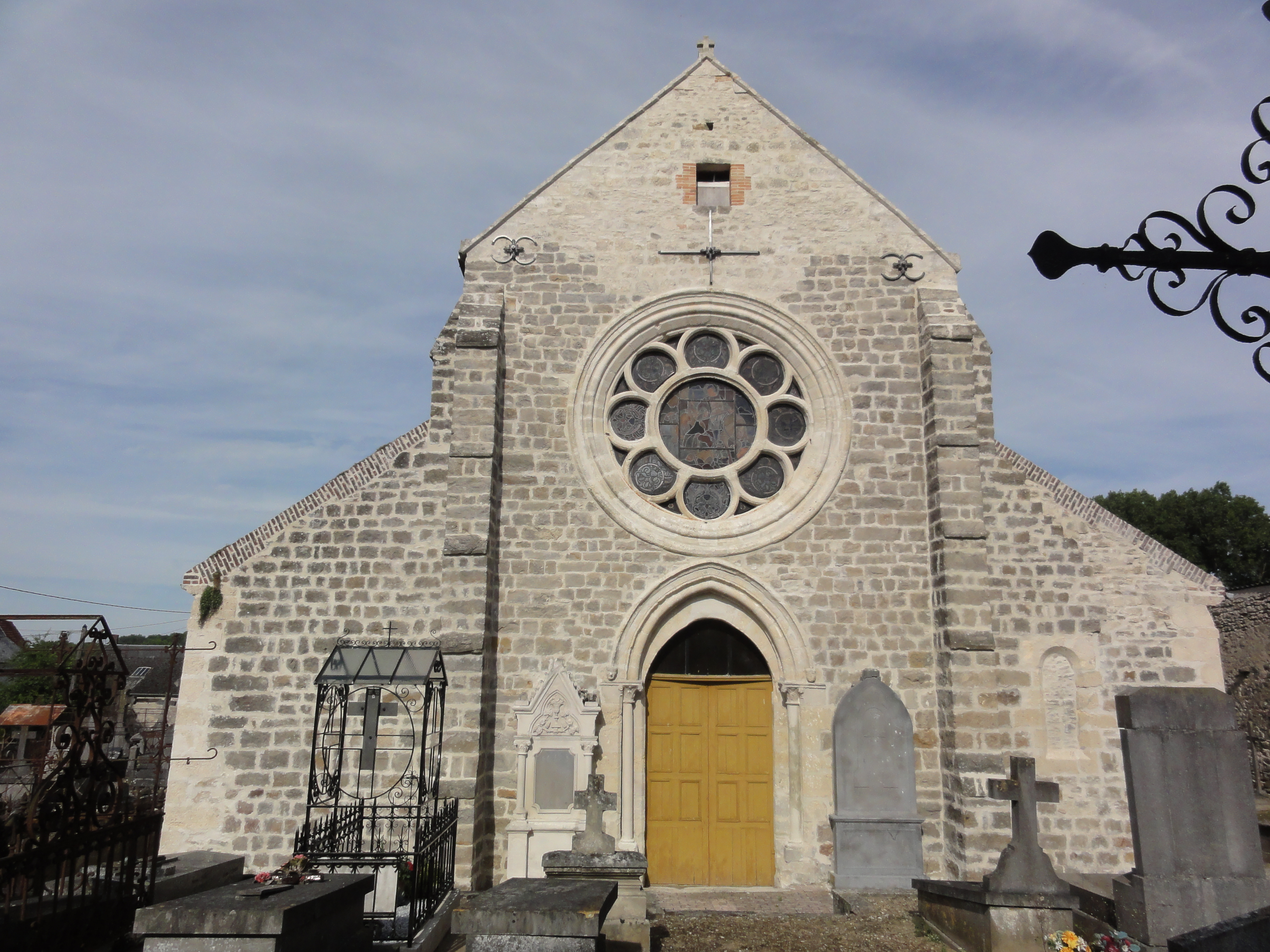
Façade d'entrée
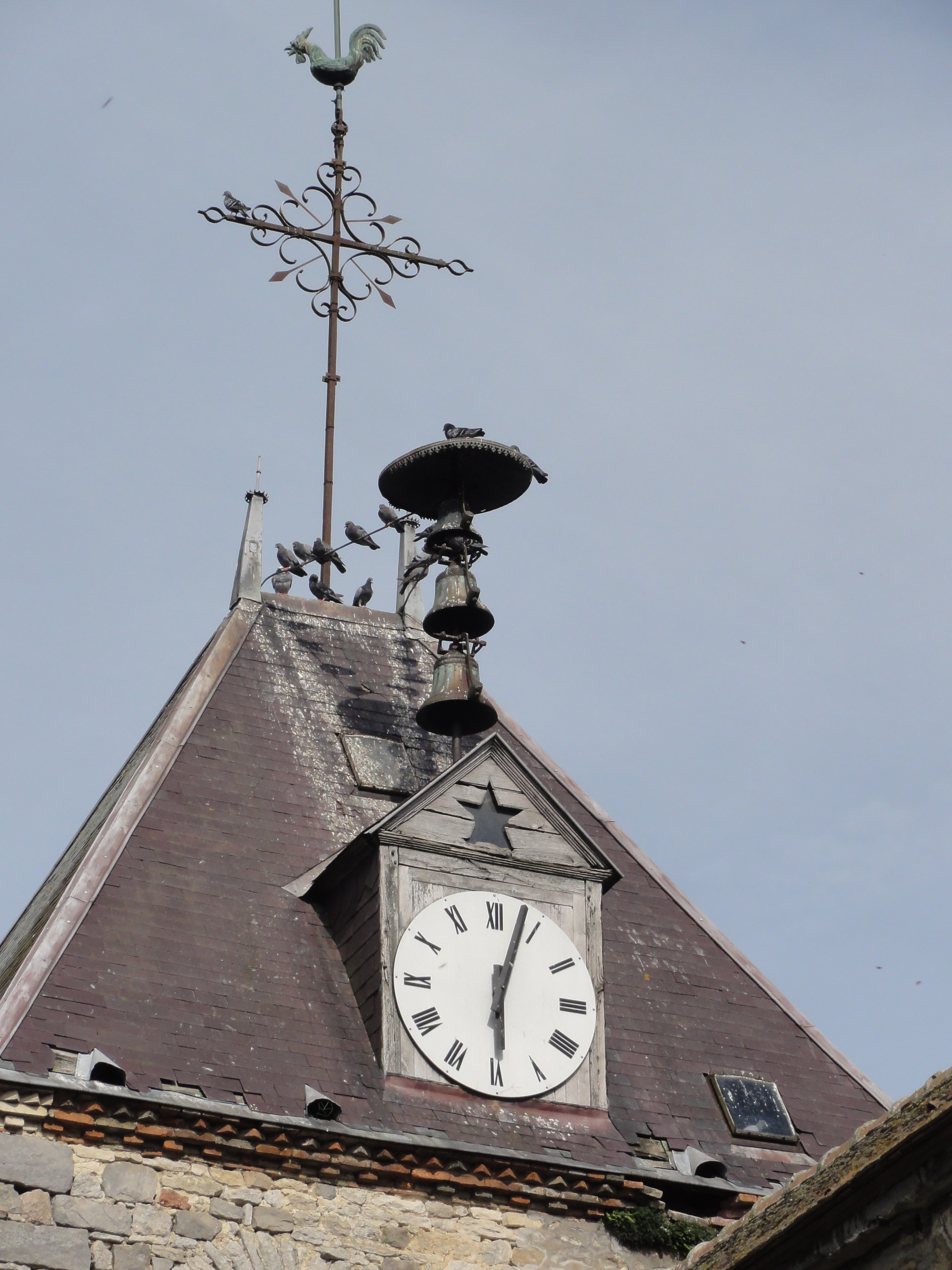
Horloge, cloches, croix et coq.

## Localisation
L'église est située sur la commune de Mauregny-en-Haye, dans le département de l'Aisne.